# Сарси (язык)
Сарси (Sarsi, Sarcee, Tsuu T’ina, Tsuut’ina, Tsu T’ina, Tsúùtínà) — почти исчезнувший атабаскский язык, на котором говорит народ сарси, проживающий в провинции Альберта, около города Калгари, в Канаде. Язык принадлежит атабаскской языковой семье, в которую также входят языки навахо, мескалеро-чирикауанский апаче, чипевиан и догриб. В настоящее время почти весь народ говорит на английском языке.
Название Tsuu T'ina происходит от Tsuu T’ina, обозначения собственной личности Tsúùt’ínà, которое переводится как "многие люди", "племенной народ" или "люди среди биверов".

### Генеалогическая информация
Язык сарси принадлежит к атабаскской языковой ветви, которая в свою очередь является частью семьи на-дене. Эта надсемья включает в себя большинство атабасканских языков, распространенных на Северо-Западе Северной Америки, от Аляски до южных регионов США.
Интересно, что атабаскские языки распространены на огромной территории и находятся в разных стадиях семантического и фонетического развития. Хотя язык Сарси близок к другим атабасканским языкам, он все же обладает уникальными чертами, которые могут быть результатом влияния местных культурных и исторических особенностей.

### Ареальная информация
На язык сарси в основном говорят на территории индейского племени сарси, которая находится в провинции Альберта, Канада. Резервация племени расположена к юго-западу от города Калгари. Это основное место, где сохранилась и продолжает активно использоваться культура и язык сарси.
Кроме того, некоторые члены племени сарси, могут жить за пределами резервации и говорить на языке сарси в различных городах и общинах как в Альберте, так и в других провинциях Канады.

### Социолингвистическая информация
По данным последних переписей населения Канады, язык сарси находится под угрозой исчезновения: по данным переписи Канады 2016 года, только 150 человек утверждают, что знают сарси, а в 2021 это число упало до 45 человек. В 2011 году Университет Калгари разработал программу совместно с Институтом Tsúut'ínà Gunáhà, чтобы помочь возродить язык. Это включает в себя полное обучение в школах нации с погружением в языковую среду и установку знаков «Стоп» на языке сарси на перекрестках.
В последние десятилетия племя сарси (Tsuut'ina Nation) и другие заинтересованные стороны предпринимают усилия по сохранению и возрождению языка сарси, включая программы обучения, инициативы по сохранению культурного наследия и поддержку общественных мероприятий, проводимых на языке сарси.

## Типологические характеристики

### Степень свободы выражения грамматических значений
Язык сарси синтетический.
- Niitsitáá' nitsitáá'k
- видеть-1SG. себя-1SG.притяж
- Я вижу себя

- Niitsikóóti niitsináá'k
- видеть-PRF. медведь-1SG.притяж
- Я увидел медведя

### Характер границы между морфемами
В языке сарси наблюдаются как агглютинативные, так и фузионные элементы, что демонстрирует его морфологическую сложность.
- Itáápoyookoyahk
- itáá-poo-yoo-ko-yahk
- 2SG-бегать-FUT-INTR-IRR
- Ты будешь бегать.

- Áákihkoyi          niitsipóóto
- áákihko-yi         niitsipóóto
- ударить-1SG.ERG        1SG.POSS-лошадь.ABS
- Я ударил своего коня.

### Локус маркирования
Язык сарси демонстрирует зависимостное маркирование как в посессивных именных группах, так и в предикативных конструкциях, что является характерной чертой его грамматической структуры.

#### Посессивная именная группа
В языке сарси посессивные отношения маркируются на притяжательном местоимении, что указывает на зависимостное маркирование.
- Táansay       aahtsóosin      oospi
- 2SG.POSS-дом красивый      быть
- Твой дом красивый.

#### Предикация
В предикации маркирование субъекта и объекта происходит на глаголе, что также указывает на зависимостное маркирование.
- Itáápoyookoyahk
- 2SG.SBJ-бежать-IRR
- Ты побежишь.

### Тип ролевой кодировки
В языке сарси используется эргативно-абсолютивная система ролевой кодировки. 

#### Агенс + непереходный глагол (абсолютив)
- Aakoohkotóó
- aakoohko-tóó
- быть.больной-1SG.ABS
- Я болею.

#### Пациенс + непереходный глагол (абсолютив)
- Niitsipóóto   oospi
- 1SG.POSS-лошадь быть
- Мой конь находится (где-то).

#### Клауза с двумя актантами при переходном глаголе (эргатив и абсолютив)
- Áákihkoyi          niitsipóóto
- áákihko-yi         niitsipóóto
- бить-1SG.ERG        1SG.POSS-лошадь.ABS
- Я ударил своего коня.

### Базовый порядок слов
Базовый порядок слов в языке Сарси (Tsuut'ina) обычно следует порядку субъекта, глагола и объекта (SOV), что является типичным для многих языков атабаскской семьи. Однако в атабаскской семьи порядок слов может быть относительно свободным, и он может меняться в зависимости от контекста, эмфазы, стиля речи и других факторов.
- Naahsi ootsit niitsi
- говорить-3SG.PST мужчина видеть
- Мужчина видел, как кто-то говорил

- Ahnohts naahsi ootsit
- под деревом говорить-3SG.PST
- Под деревом кто-то говорил

## Фонетика
Гласные
|         | Передние | Верхняя-средние | Средние | Средне-Нижние | Задние  |
| ------- | -------- | --------------- | ------- | ------------- | ------- |
| Верхние | ⟨i⟩ [i]  |                 |         |               | ⟨u⟩ [u] |
| Средние |          | ⟨e⟩ [ə]         |         | ⟨o⟩ [o]       |         |
| Нижние  |          |                 | ⟨a⟩ [a] |               |         |

## Языковые особенности

### Система нумерации
Система нумерации в языке Сарси отличается от системы десятичной, присущей многим европейским языкам. Она имеет свои особенности и может быть основана, например, на числе пальцев или других естественных объектах.
Пример:
В языке Сарси существует слово tsooniks для обозначения числа "десять", но система нумерации может быть основана, например, на числе "пять", что отражено в слове nipiy для обозначения числа "десять".

### Дуализм
В языке Сарси существует концепция дуализма, которая отражается в грамматике и лексиконе. Дуализм предполагает различение между единственным числом (считается отдельной единицей) и дуальным числом (считается двумя единицами).
Пример:
Существительное pohtoyáánahk означает "два медведя" (дуальное число).

### Акцентуация
В языке Сарси акцентуация имеет важное значение и может изменять значение слова или выражения. Акцентуация может быть использована для выделения информации, указания на эмоциональный тон или обозначения вопросительности.
Пример:
Слово póóto может означать как "спать", так и "он/она спит", в зависимости от акцента и контекста.

## Список сокращений
- 1SG - первое лицо, единственное число (я)
- 2SG - второе лицо, единственное число (ты)
- 3SG - третье лицо, единственное число (он/она/оно)
- POSS - притяжательное (обозначает принадлежность)
- ERG - эргатив (обозначает агенс в переходных конструкциях)
- ABS - абсолютив (обозначает пациенс в переходных и непереходных конструкциях)
- FUT - будущее время
- INTR - интранзитивный (глагол, не требующий прямого дополнения)
- IRR - ирреалис (нереальное, условное или будущее действие)
- PST - прошедшее
- PRF - перфект

## Использованная литература
- "Tsuut’ina Grammar" by Wolfart, H.C. (1993)
- "A Tsuut'ina Grammar" by De Reuse, Willem J. (2006)
- "Tsuu T'ina Grammar" by Haiman, John (1983)
- "Tsuut’ina (Sarcee)" by Taylor, David L. (1977)
- "A Rapid Reference Grammar of Tsuut'ina" by Beddor, Patrice (2009)